# Universiteitsarchief van de Vrije Universiteit Brussel
Het Universiteitsarchief van de Vrije Universiteit Brussel beheert een ruime cultuur-historische (erfgoed)collectie met betrekking tot de universitaire gemeenschap van de Vrije Universiteit Brussel. Je vindt er o.a. archieven van hoogleraren, wetenschappelijke centra, studenten, studentenkringen, individuele personeelsleden en administratieve diensten.
Daarnaast ondersteunt het Universiteitsarchief de VUB-administratie door het verstrekken van adviezen en richtlijnen inzake efficiënt documentbeheer, het bewaren en beheren van vitale documenten van de diensten, het coördineren van de vernietiging van vertrouwelijke documenten zonder legale, administratieve of historische waarde en het ter beschikking stellen van overgedragen documenten aan de diensten.
Sinds 2012 werkt het Universiteitsarchief samen met het Centrum voor Vrijzinnig Humanistisch Erfgoed (CVHE) onder de naam Centrum voor Academische en Vrijzinnige Archieven (CAVA). Dit centrum is gevestigd op de campus van de VUB te Elsene.